# 广东外语外贸大学南国商学院
广东外语外贸大学南国商学院，是一所由广东外语外贸大学举办的本科层次独立学院，为民办全日制本科学校，位于广东省广州市白云区。
2023年，申报转设为广州第二外国语学院。

## 学术

### 学科

#### 院系
| 英语语言文化学院     | 东方语言文化学院 |
| 西方语言文化学院     | 经济学院         |
| 管理学院             | 中国语言文化学院 |
| 教育学院             | 计算机学院       |
| 新媒体与国际传播学院 | 国际学院         |
| 大学英语教学部       | 马克思主义学院   |
| 体育部               |                  |

#### 专业
学校下辖13个教学单位。现有45个本科专业，在校生近万人，分属文学、经济学、管理学、工学、教育学、艺术学等6大学科门类。其中有2个省级特色重点学科（英语语言文学、国际贸易学）；2个国家级一流本科专业建设点（会计学、日语）；4个省级一流本科专业建设点（翻译、国际经济与贸易、英语、朝鲜语）；5个省级综合改革试点专业（会计学、国际经济与贸易、日语、金融学、国际商务）；3个省级特色专业（会展经济与管理、朝鲜语、数字媒体技术）；2个省级特色专业建设项目（旅游管理、阿拉伯语）；1个省级应用型人才培养示范专业（计算机科学与技术）和1个省民办高校本科重点专业（英语）。共有12个外语专业，10个外语语种，是华南地区民办高校中外语语种最多的学校。

### 师资
副高以上职称的教师占教师总数的48%，具有博士学位的教师占24%，1/3以上的教师具有海外学习和工作经历。